# Mine de Brunswick
 (mars 2025).
La mine de Brunswick était une mine souterraine de plomb, de cuivre et de zinc située près de Bathurst au Nouveau-Brunswick au Canada. Elle appartient à Xstrata. Son gisement a été découvert en Janvier 1953. Sa production a débuté en Avril 1964. Elle serait la plus importante mine souterraine extrayant du zinc. Elle ferme toutefois ses portes comme prévu le 30 avril 2013.